# مساعد ندا
مساعد ندا (عربی: مساعد ندا؛ زاده ۸ ژوئیهٔ ۱۹۸۳) یک بازیکن فوتبال اهل کویت است.
وی همچنین در تیم ملی فوتبال کویت بازی کرده‌است.